# أخطبوط عملاق
الأخطبوط العملاق (الاسم العلمي: Enteroctopus)، هو جنس من الرخويات يتبع رتبة الأخطبوطيات. يتميز أنواع هذا الجنس بحجمها الكبير. ويملك فقط أربعة أنواع. ويتواجد أنواع الأخطبوط العملاق في المناطق المُعتدلة من نصف الكرة الأرضية الشمالي والجنوبي.

## الأنواع
- أخطبوط المحيط الهادئ العملاق (الاسم العلمي: Enteroctopus dofleini)
- الأخطبوط العملاق الجنوبي (الاسم العلمي: Enteroctopus magnificus)
- الأخطبوط الأحمر الجنوبي (الاسم العلمي: Enteroctopus megalocyathus)
- الأخطبوط الأصفر (الاسم العلمي: Enteroctopus zealandicus)